# Vonn Ströpp
Vonn Ströpp, né en 1962 à Stanwell, Angleterre, est un peintre britannique appartenant au mouvement de l'art visionnaire et outsider. Son nom d'usage est un pseudonyme.
Né dans une famille pauvre, d'un père alcoolique, il quitta l'école sans diplôme à l'âge de seize ans, et obtint une succession d'emplois manuels peu qualifiés. Il se mit à peindre, devenant un artiste autodidacte. Il expliqua qu'il peignait afin d'« imposer un ordre sur le chaos de ses expériences visionnaires ». Ses œuvres, des peintures à l'huile, témoignent d'un grand souci du détail, et dépeignent des scènes et paysages apocalyptiques.

### Collections/Expositions
Les toiles de Vonn Stropp sont montrées en permanence au Bethlem Royal Museum de Londres. Elles sont présentes dans de nombreuses collections publiques et privées, comme la Collection de l'Art Brut à Lausanne, ou l'American Visionary Art Museum à Baltimore.
Elles ont été incluses dans des expositions collectives, comme British Outsider art à la Halle Saint-Pierre à Paris (24 mars-14 août 2008).